# Ordem da Glória do Trabalho
A Ordem da Glória do Trabalho (em russo: Орден Трудовой Славы, tr. Orden Trudovoy Slavy) foi um prêmio civil soviético criado em 18 de janeiro de 1974 por decisão do Presidium do Supremo Soviete da URSS. Inspirada na Ordem da Glória, tinha como objetivo ser o equivalente civil, concedido por conquistas excepcionais no trabalho. Assim como a Ordem da Glória, era dividida em três classes (sendo a mais alta a primeira). Uma pessoa era condecorada inicialmente com o terceiro grau, sendo posteriormente promovida a graus superiores por novas realizações. Os detentores da ordem também recebiam certos benefícios materiais, como aumento na pensão ou transporte gratuito na cidade.

## Estatuto
A Ordem da Glória do Trabalho é atribuída a operários e supervisores que atuam na indústria, transporte, construção e outros setores de produção material, além de agricultores coletivos e trabalhadores rurais. Também é destinada a profissionais de setores não produtivos que se destacam por um trabalho altruísta e altamente produtivo ao longo do tempo em empresas, instituições, organizações, cooperativas agrícolas ou fazendas estatais. Educadores, professores e instrutores no campo da formação industrial também são reconhecidos por suas contribuições no ensino e na educação de crianças e jovens, preparando-os para a vida e o mercado de trabalho, bem como por sua dedicação contínua em instituições educacionais.
A Ordem da Glória do Trabalho consiste em três classes. A classe mais alta da ordem é a primeiro classe. A outorga é feita sequencialmente: primeiro a terceira, depois a segunda e, por fim, a primeiro classe.
A Ordem da Glória do Trabalho é concedida:
- pelo alto desempenho de produção, superação sistemática de padrões e planos de produção;
- por alcançar alta produtividade de mão de obra, fabricar produtos de alta qualidade, economizar materiais e reduzir custos de mão de obra;
- pela inovação no trabalho, invenções valiosas e propostas de racionalização, participação ativa no desenvolvimento e uso de novos equipamentos e tecnologia progressiva;
- por alcançar altos rendimentos agrícolas e produtividade pecuária;
- pela sua grande contribuição para a redução dos prazos e melhoria da qualidade da construção de instalações de produção, equipamentos culturais e comunitários, edifícios residenciais e seu comissionamento oportuno;
- por grandes conquistas na formação e educação de jovens trabalhadores e agricultores coletivos;
- por conquistas na educação e formação de crianças e adolescentes, preparando-os para a vida e o trabalho.

Recompensas pelas realizações trabalhistas acima mencionadas são dadas sob a condição de trabalho de longo prazo em uma empresa, instituição, organização, fazenda coletiva ou fazenda estatal, ou em uma instituição educacional.
Os agraciados com a Ordem da Glória do Trabalho de todos os três graus têm direito a:
- aumentar as pensões em 15 por cento;
- fornecer espaço de vida de acordo com os padrões estabelecidos em primeiro lugar;
- viagens pessoais gratuitas uma vez por ano (ida e volta) por trem - em vagões leves de trens expressos e de passageiros, por transporte aquático - em cabines de primeira classe (assentos de primeira categoria) de linhas expressas e de passageiros, por transporte aéreo ou rodoviário intermunicipal;
- uso pessoal gratuito de todos os tipos de transporte urbano de passageiros, em áreas rurais - transporte motorizado de subordinação republicana dentro do distrito (exceto táxis);
- para receber um voucher gratuito para um sanatório ou casa de repouso (uma vez por ano, com base na conclusão da instituição médica). Os vouchers gratuitos são emitidos para trabalhadores, supervisores de produção, agricultores coletivos, professores (palestrantes), educadores e supervisores de treinamento industrial em seus locais de trabalho; para aposentados que não trabalham, eles são emitidos pelos órgãos que atribuíram as pensões;
- atendimento prioritário por empresas de entretenimento e serviços públicos, instituições culturais e educacionais.

A Ordem da Glória do Trabalho é usada no lado esquerdo do peito, depois da Ordem da Glória, e é organizada em ordem de antiguidade dos graus.

## Descrição

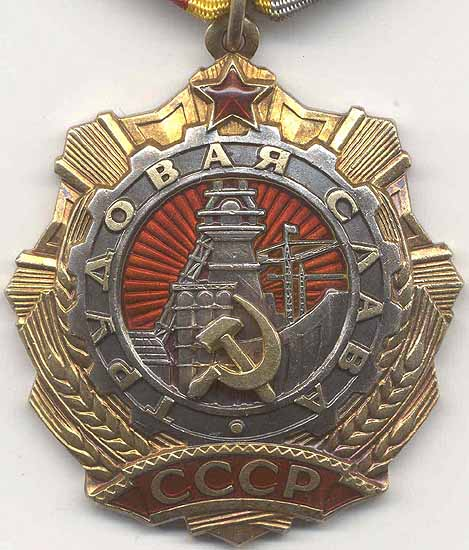
Anverso da primeira classe

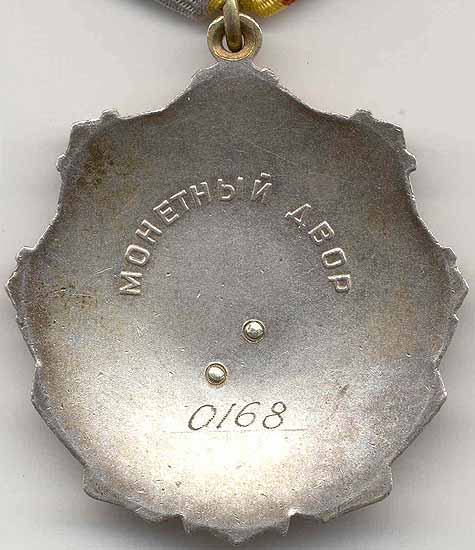
Reverso da ordem

A Ordem da Glória do Trabalho de primeira classe apresenta um design de polígono dourado levemente convexo. Na parte superior, o polígono é adornado com cinco feixes de raios dourados divergentes, enquanto na parte inferior é emoldurado por uma coroa composta por três fileiras de espigas de trigo. Essas espigas de trigo são entrelaçadas por uma fita com esmalte vermelho, onde se lê a inscrição "URSS" (em russo:CCCP). Tanto as espigas, quanto essa inscrição e o contorno da fita são destacados em dourado. 
No centro da ordem, sobre um fundo composto por raios divergentes esmaltados em vermelho, destaca-se uma imagem oxidada em relevo que retrata um alto-forno e uma usina hidrelétrica em construção. Na parte superior, encontram-se um martelo e uma foice dourados.
A área central da insígnia é marcada por uma gravura de engrenagem, adornada com uma inscrição dourada ao longo de sua circunferência que diz "GLÓRIA DO TRABALHO" (em russo:ТРУДОВАЯ СЛАВА;TRUDOVOY SLAVA). A superfície da engrenagem apresenta sinais de oxidação. No topo da insígnia, destaca-se uma estrela vermelha esmaltada de cinco pontas, contornada em dourado.
A Ordem da Glória do Trabalho de segunda classe distingue-se da de primeira classe pelo fato de que a parte superior do polígono com cinco feixes de raios divergentes possui cor prateada, enquanto a seção central da ordem é revestida com esmalte azul-claro.
A Ordem da Glória do Trabalho de terceira classe apresenta apenas as duas fileiras inferiores de espigas de trigo, além do contorno da fita e das inscrições “URSS” e “GLÓRIA DO TRABALHO” em dourado. O restante da superfície, incluindo o martelo e a foice fixados, encontra-se oxidado. Não há aplicação de esmalte na seção central da insígnia.
Existe uma variação do distintivo de 3ª classe da Ordem da Glória do Trabalho em que o martelo e a foice presentes na parte central do anverso estão incorporados diretamente ao desenho da ordem, formando uma peça única. Nessa versão, não há rebites visíveis na parte posterior.

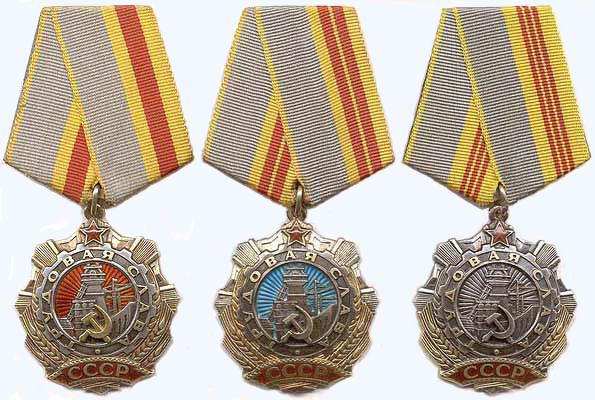
As três classes da ordem, da primeira à terceira.

A altura da ordem é de 43 mm (47 mm incluindo o ilhós na parte superior) e a largura é de 41 mm.
A Ordem da Glória do Trabalho de primeira, segunda, terceira classe era feita de prata. O teor de prata da ordem de qualquer grau é 33,264±1,389 g (em 18 de setembro de 1975 ). O peso total da ordem de primeira e segunda classe é 36,16±1,7 g. O peso total da ordem de terceira é 36,03±1,7 g.
A ordem é conectada por meio de um ilhó e um anel a um bloco pentagonal coberto com uma fita de seda moiré de 24 mm de largura com uma faixa longitudinal cinza escuro e uma faixa amarela. A largura da faixa cinza escura é de 11 mm, a amarela é de 12 mm. No meio da faixa amarela há faixas longitudinais vermelhas: para o primeiro grau - uma, de 5 mm de largura, para o segundo - duas, de 2 mm de largura cada, e para o terceiro grau - três, de 1 mm de largura cada.

## História

Ordem da Glória do Trabalho de primeira classe em selo da URSS de 1976

A Ordem da Glória do Trabalho é a única ordem trabalhista soviética que foi dividida em graus. De acordo com o estatuto e a ordem de concessão, bem como os benefícios fornecidos aos portadores de todos os três graus, a Ordem da Glória do Trabalho corresponde à Ordem da Glória.
O autor do design da ordem é o artista da fábrica Goznak, Y. M. Egorov. O trabalho de criação da ordem foi liderado pelo Secretário do Presidium do Soviete Supremo da URSS, M. P. Georgadze.
Através da Resolução do Presidium do Soviete Supremo da URSS, datada de 19 de fevereiro de 1981, o prêmio passou a contemplar tanto os trabalhadores e supervisores de todos os setores da produção material quanto os profissionais do setor não produtivo. Posteriormente, pelo Decreto do Presidium do Soviete Supremo da URSS de 25 de junho de 1984, a premiação também foi ampliada para incluir professores, educadores e instrutores de formação industrial.
As primeiras concessões da Ordem da Glória do Trabalho ocorreram em 9 de agosto de 1974, por meio de um decreto do Presidium do Soviete Supremo da URSS. Em reconhecimento ao cumprimento antecipado das metas do plano quinquenal e às responsabilidades socialistas, foram agraciados com a Ordem da Glória do Trabalho de terceiro grau um grupo de operários da fábrica Azovstal, mineradores do Extremo Oriente e trabalhadores da mina Yubileinaya, localizada em Kuzbass.
Em 21 de agosto de 1974, na Usina Eletromecânica Vladimir Ilyich, em Moscou, foram entregues as seguintes Ordem da Glória do Trabalho de terceiro grau: a ordem nº 1 foi concedida ao montador M. I. Kisin, a nº 2 a V. I. Polyakov e a nº 3 a V. A. Soshnikov. Já os distintivos subsequentes foram atribuídos a mineiros da mina Yubileinaya, localizada em Kuzbass. Entre os homenageados estavam Sergei Georgievich Sizykh (nº 4), Nikolai Yemelyanovich Zubkov (nº 5), Andrei Vasilyevich Kozlov (nº 6), Andrei Vladimirovich Kondratyev (nº 7), Viktor Andreevich Rodin (nº 8), Pyotr Ivanovich Sabretsky (nº 9) e Nikolai Ksenofontovich Semenyuk (nº 10).
As primeiras concessões da Ordem da Glória do Trabalho de 2º grau ocorreram por meio de decretos emitidos pelo Presidium do Soviete Supremo da URSS em 23 de dezembro de 1976. Esses decretos foram atribuídos a um numeroso grupo de trabalhadores do setor agrícola. A distinção de nº 1 da Ordem da Glória do Trabalho de segundo grau, foi concedida a N. I. Kuzmenko, operador de máquinas na fazenda estatal Novomikhailovsky, localizada no distrito de Kushchevsky, no Krai de Krasnodar.
No total, até 1º de janeiro de 1992, 983 pessoas foram agraciadas com a Ordem da Glória do Trabalho de primeiro grau, 41.218 de segundo grau, e 611.242 de terceiro grau. 
A partir de 2023, o pagamento mensal em dinheiro aos titulares plenos da Ordem da Glória do Trabalho foi fixado em 61.566,28 rublos. 

## História moderna da ordem
De acordo com o Decreto do Presidium do Conselho Supremo da Federação Russa de 2 de março de 1992 nº 2424-1, a ordem deixou de existir na Federação Russa. 

De acordo com o Decreto do Presidente da Federação Russa de 2 de março de 1994 nº 442, a ordem não foi recriada no sistema de prêmios estatais da Federação Russa. 